# 카자흐스탄의 주

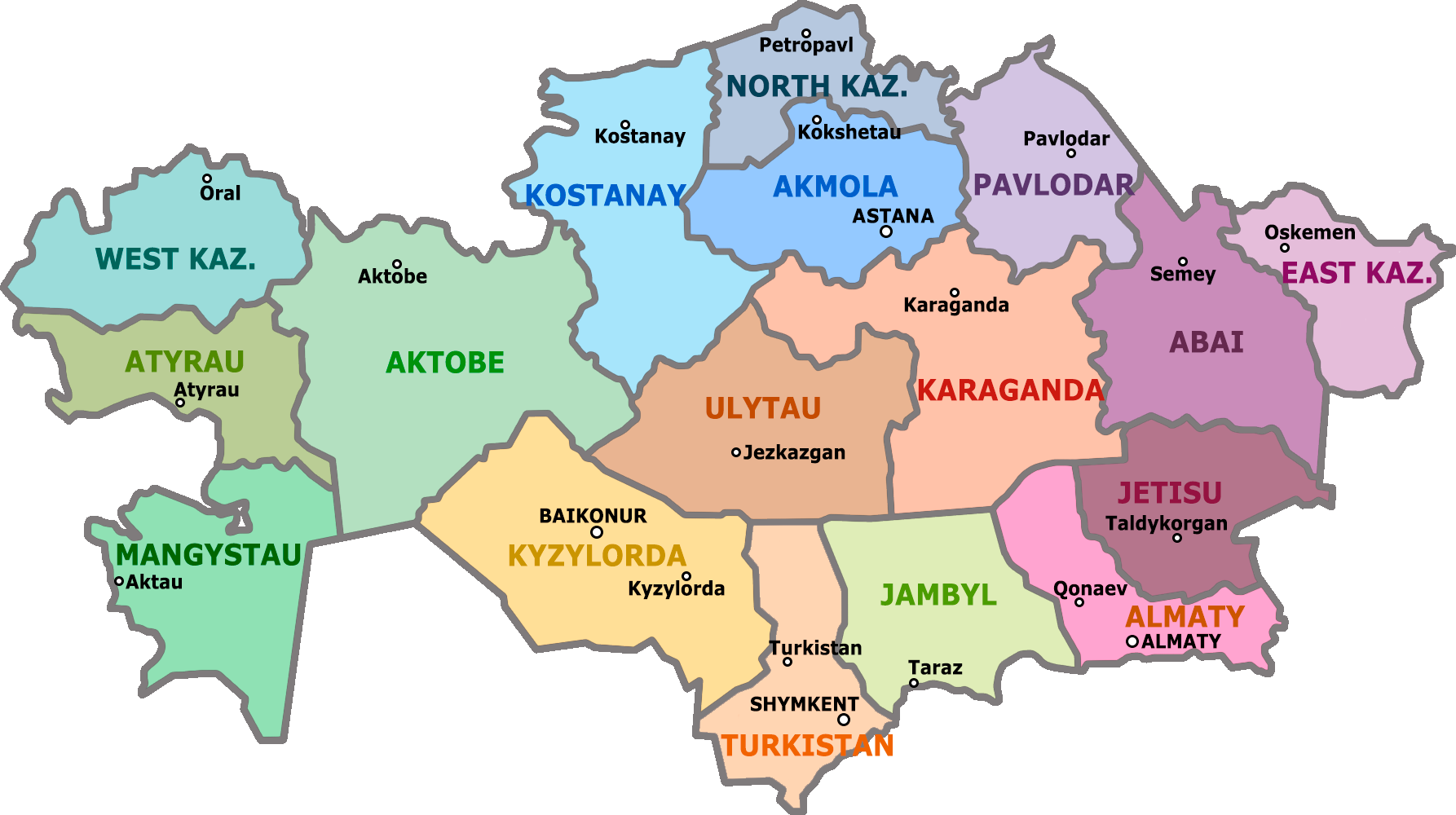
카자흐스탄의 행정 구역

카자흐스탄은 17개 주(카자흐어: облыс, 복수형: облыстар, 러시아어: область, 복수형: области)와 3개 공화국 도시(특별시, 카자흐어: Республикалық маңызы бар қалалар, 러시아어: Города республиканского значения)로 구성되어 있다.
1. 동카자흐스탄주
2. 망기스타우주
3. 북카자흐스탄주
4. 서카자흐스탄주
5. 심켄트 (공화국 도시)
6. 아바이주
7. 아스타나 (공화국 도시)
8. 아크몰라주
9. 아티라우주
10. 악퇴베주
11. 알마티주
12. 알마티 (공화국 도시)
13. 울리타우주
14. 잠빌주
15. 제티수주
16. 카라간다주
17. 코스타나이주
18. 키질로르다주
19. 투르키스탄주
20. 파블로다르주

바이코누르는 2050년까지 바이코누르 우주 기지와 함께 러시아에 임대된 상태이기 때문에 특별시 지위를 갖고 있다.

## 변천 과정
2022년 3월 16일에 카심조마르트 토카예프 카자흐스탄 대통령이 3개 행정 구역을 신설한다고 발표했다. 이에 따라 2022년 6월 8일을 기해 아바이주(동카자흐스탄주에서 분리되어 신설됨), 울리타우주(카라간다주에서 분리되어 신설됨), 제티수주(알마티주에서 분리되어 신설됨)가 신설되었다.

## 통계
| 행정 구역              | 행정 중심지 | 면적 (km2) | 인구 (명, 2022년 기준) | 인구 밀도 (명/km2) | ISO 3166-2 |
| ---------------------- | ----------- | ---------- | ---------------------- | ------------------ | ---------- |
| 동카자흐스탄주         | 외스케멘    | 097,800    | 0,731,293              | 7.48               | KZ-VOS     |
| 망기스타우주           | 악타우      | 165,642    | 0,757,908              | 4.58               | KZ-MAN     |
| 북카자흐스탄주         | 페트로파블  | 097,993    | 0,535,648              | 5.47               | KZ-SEV     |
| 서카자흐스탄주         | 오랄        | 151,339    | 0,685,673              | 4.53               | KZ-ZAP     |
| 심켄트 (공화국 도시)   | 심켄트      | 00,1,162.8 | 1,179,045              | 1,013.97           | KZ-        |
| 아바이주               | 세메이      | 185,500    | 0,610,727              | 3.29               | KZ-        |
| 아스타나 (공화국 도시) | 아스타나    | 000,797.33 | 1,340,782              | 1,666.23           | KZ-AST     |
| 아크몰라주             | 콕셰타우    | 146,219    | 0,785,809              | 5.37               | KZ-AKM     |
| 아티라우주             | 아티라우    | 118,631    | 0,687,599              | 5.8                | KZ-ATY     |
| 악퇴베주               | 악퇴베      | 300,629    | 0,923,371              | 3.07               | KZ-AKT     |
| 알마티 (공화국 도시)   | 알마티      | 000,682    | 2,135,365              | 3,131.03           | KZ-ALA     |
| 알마티주               | 코나예프    | 105,263    | 1,492,327              | 14.18              | KZ-ALM     |
| 울리타우주             | 제즈카즈간  | 188,936    | 0,221,045              | 1.17               | KZ-        |
| 잠빌주                 | 타라즈      | 144,264    | 1,213,897              | 8.41               | KZ-ZHA     |
| 제티수주               | 탈디코르간  | 118,648    | 0,698,987              | 5.89               | KZ-        |
| 카라간다주             | 카라간다    | 239,045    | 1,134,404              | 4.75               | KZ-KAR     |
| 코스타나이주           | 코스타나이  | 196,001    | 0,832,843              | 4.25               | KZ-KUS     |
| 키질로르다주           | 키질로르다  | 226,019    | 0,829,258              | 3.67               | KZ-KZY     |
| 투르키스탄주           | 투르키스탄  | 116,280    | 2,105,276              | 18.11              | KZ-TUR     |
| 파블로다르주           | 파블로다르  | 124,755    | 0,755,057              | 6.05               | KZ-PAV     |